# Josh Gottheimer

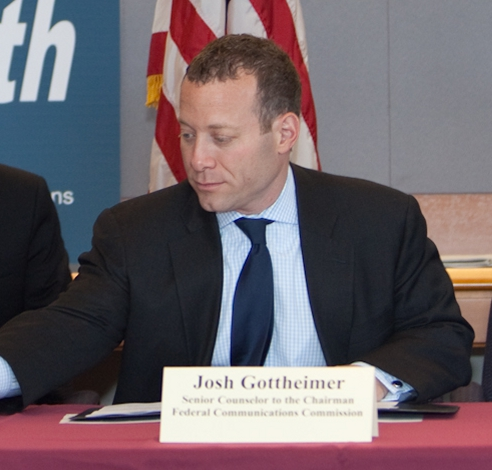
Josh Gottheimer

Joshua S. „Josh“ Gottheimer (* 8. März 1975 in North Caldwell, New Jersey) ist ein US-amerikanischer Politiker der Demokratischen Partei. Seit dem 3. Januar 2017 vertritt er den Bundesstaat New Jersey im US-Repräsentantenhaus.

## Werdegang
Zwischen 1993 und 1997 studierte Josh Gottheimer an der University of Pennsylvania amerikanische Geschichte. In den Jahren 1997 bis 1999 belegte er das Fach Neuere Geschichte an der University of Oxford in England. Nach einem Jurastudium zwischen 2001 und 2004 an der Harvard University wurde er als Rechtsanwalt zugelassen.
Politisch schloss er sich der Demokratischen Partei an. Im Jahr 1996 unterstützte er den Präsidentschaftswahlkampf von Bill Clinton. Von 1998 bis 2001 war er einer der Redenschreiber des Präsidenten. 2004 und 2008 unterstützte er die jeweiligen demokratischen Präsidentschaftskandidaten John Kerry bzw. Hillary Clinton, die dann aber in den Vorwahlen Barack Obama unterlag. In den Jahren 2005 und 2006 arbeitete Gottheimer als Abteilungsdirektor für strategische Kommunikation für die Ford-Werke. Von 2009 bis 2011 war Gottheimer Gastprofessor an der University of Pennsylvania. Zwischen 2010 und 2012 fungierte er auch als Berater der US-Bürgerrechtskommission. Von 2012 bis 2015 arbeitete er für Microsoft als Strategiemanager.
Bei den Kongresswahlen des Jahres 2016 wurde Gottheimer im fünften Wahlbezirk von New Jersey in das US-Repräsentantenhaus in Washington, D.C. gewählt, wo er am 3. Januar 2017 die Nachfolge des Republikaners Scott Garrett antrat, den er bei der Wahl geschlagen hatte. Er wurde bei den Wahlen 2018 bis 2024 jeweils in seinem Amt bestätigt. Seine aktuelle Legislaturperiode im Repräsentantenhaus des 119. Kongresses läuft bis zum 3. Januar 2027.
Gemeinsam mit seinem republikanischen Kollegen Tom Reed aus New York gründete Gottheimer 2017 den Problem Solvers Caucus, eine Arbeitsgruppe von Abgeordneten beider Parteien zur Findung überparteilicher Lösungen.